# Arctic Bay
Arctic Bay (Inuktitut-schrift: ᐃᒃᐱᐊᕐᔪᒃ, Ikpiarjuk) is een Canadees Inuitgehucht gelegen in het noorden van het Bordenschiereiland op Baffineiland in Nunavut. Het ligt vlak bij de grens van de Eastern Standard Time en de twee gesproken talen in het dorp zijn het Inuktitut en het Engels. In de periode 2001-2006 steeg de bevolking met 6,8% en tussen 2006 en 2011 steeg ze zelfs met 19,3%. Het dorp is vooral bekend als de geboorteplaats van de huidige Premier van Nunavut, Eva Aariak.

## Toponymie
De Engelse naam Arctic Bay betekent letterlijk "Arctische baai", maar is vernoemd naar een schip genaamd Arctic. De Inuktitutnaam Ikpiarjuk betekent "de zak", in de zin van een zak in een jas of broek. Deze naam beschrijft de hoge heuvels die de baai bijna volledig insluiten.

## Geschiedenis
Gedurende meer dan 5000 jaar werd het dorp bewoond door de Inuïtbevolking die migreerden vanuit het westen.
In 1872 voer de Arctic, een Europese walvisboot, voorbij het gebied en gaf het de huidige naam.

## Bereikbaarheid
Het gehucht wordt "in leven gehouden" door een jaarlijks transport van goederen van een vrachtschip en ook door de luchthaven, de Arctic Bay Airport. Nog niet zo heel lang is er een weg die het dorp verbindt met het iets verder landinwaarts gelegen Nanisivik. Dit oude mijnwerkersdorp werd vanaf begin jaren 2000 geleidelijk aan verlaten omdat de mijnen uitgeput raakten. De inwoners van Arctic Bay hoopten dat voorzieningen van daaruit naar hun dorp zouden worden verhuisd, maar dit plan viel in duigen toen er in 2006 in Nanisivik een lood-zinkbesmetting bleek te zijn. Wel werd in april 2007 een kerk verhuisd van Nanisivik naar het dorp.

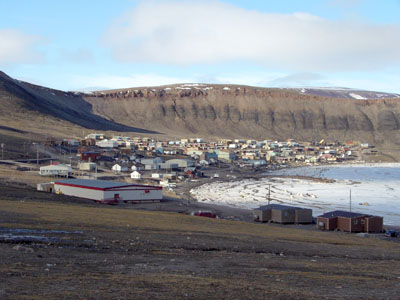
Een zicht op het dorp Arctic Bay
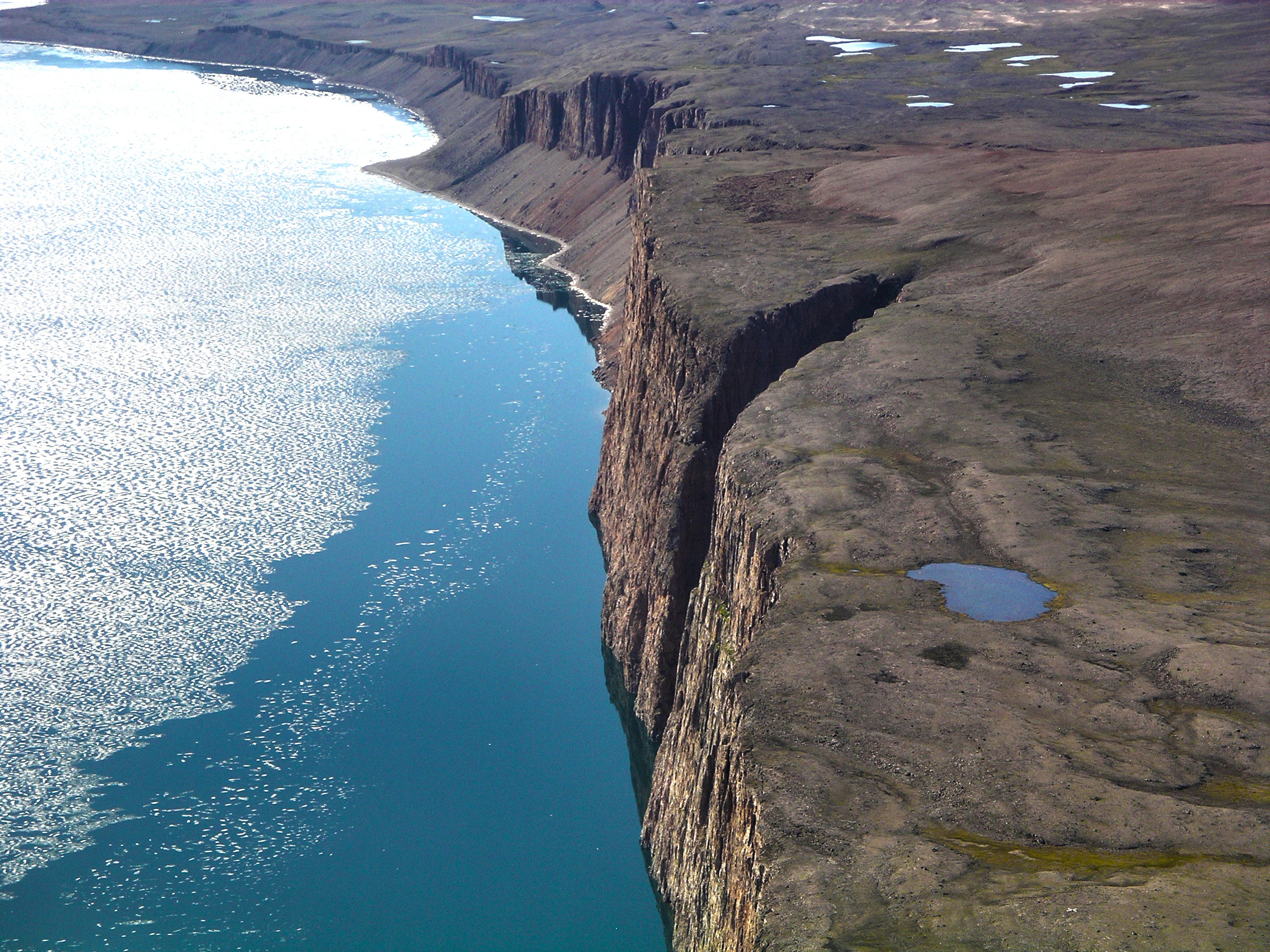
Klippen in de buurt van het dorp

## Trivia
Arctic Bay heeft het laagste verschil tussen hoogtij en laagtij in heel Canada.